# مختار أنصاري
مختار أنصاري (مواليد 30 يونيو 1963)، هو رجل عصابات هندي تحول إلى سياسي من أتر برديش. انتُخب عضوًا في الجمعية التشريعية من دائرة ماو خمس مرات، بما في ذلك مرتين كمرشح لحزب باهوجان ساماج. وهو من أقارب نائب الرئيس السابق محمد حامد أنصاري.

## الخلفية والأسرة
ينحدر مختار أنصاري من عائلة متميزة، فجده لأبيه كان مختار أحمد أنصاري، الرئيس المبكر للمؤتمر الوطني الهندي. وكان جد مختار أنصاري لأمه هو محمد عثمان، وهو عميد في الجيش الهندي قتل في الحرب الباكستانية الهندية 1947.